# 리젠트화재보험
리젠트화재보험(-火災保險, Regent Fire Insurance Co., Ltd.)는 2003년 상장폐지한 대한민국의 손해보험회사이다. 1953년 6월 23일 설립당시 사명은 해동화재해상보험이다.

## 역사
1953년 설립이래 손해보험업에만 종사하여 왔던 해동화재해상보험은 2000년 3월 영국의 투자금융사 리젠트퍼시픽그룹이 최대주주로 등장하면서 2000년에는 리젠트화재보험으로 사명을 변경하였다. 화재보험, 해상보험, 개인연금, 자동차보험 등 여러 종류의 보험을 취급하면서 2000년에는 납입자본금이 1,000억원에 이르기도 하였지만, 이후 외환위기와 보험산업의 침체등으로 경영이 악화되면서, 2003년 1월 금융감독위원회로부터 영업정지처분을 받았다. 리젠트화재가 소유하고 있던 보험계약, 부채 및 관련자산은 메리츠화재해상보험, 삼성화재해상보험, 현대해상화재보험과 KB손해보험이 공동매입하였다.

## 참고
- 리젠트화재보험 네이버 백과사전